# Другий стиль давньоримських фресок
Другий стиль давньоримських фресок — різновид декору в будинках стародавніх римлян, що виник пізніше за Перший. Датований 81 роком до н. е. — 14 роком н. е.

## Особливості Другого стиля

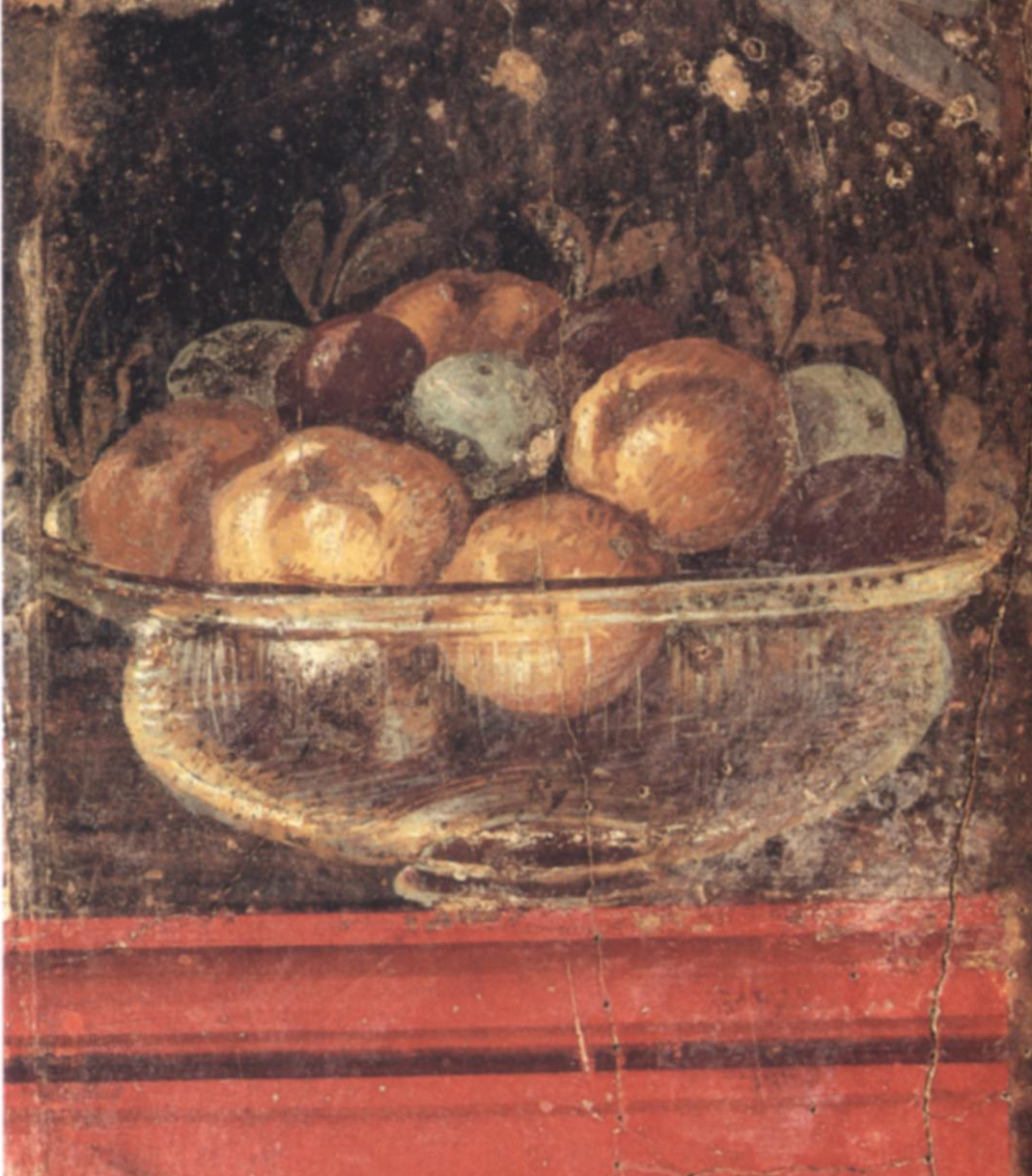
Натюрморт. Фреска Вілли в Боскореале.

Митці Риму набувають досвіду, ускладнюються і сюжети фресок. Особливо помітні зміни відбулися в так званому Другому стилі. На стінах приміщень з'явились архітектурні композиції, натюрморти і зображення садів.
Натюрморти зручні для художників тим, що натура нерухома, дає можливість довгого спостерігання і виправлення невдалих фрагментів на картині. Римські митці залюбки малюють фрукти і овочі, згодом демонструють зростаючу майстерність зображенням скляних ваз і занадту ілюзорнісіть зображень фруктів (що проглядають крізь скло), оманою очей (тромплей). Близькі до натюрмортів є зображення рослин, а згодом — куточків садів з квітами, фруктами, птахами і зміями, мармуровими скульптурами.
Це підготувало появу пейзажних мотивів. Так в римське мистецтво увійшов художник-пейзажист. Фреска на стіні починає «ламати площину» і з'являються перші спроби емпіричної перспективи. Давньоримська перспектива (на відміну від італійської ренесансної) ще не має єдиної точки сходу. Але і митців, і замовників садових зображень і пейзажних мотивів це мало бентежить. Пейзажні і садові зображення мали значну популярність. Свідоцтвом цього стали значна кількість подібних зображень і навіть ансамбль фресок в Будинку Фруктових Дерев в Помпеях.

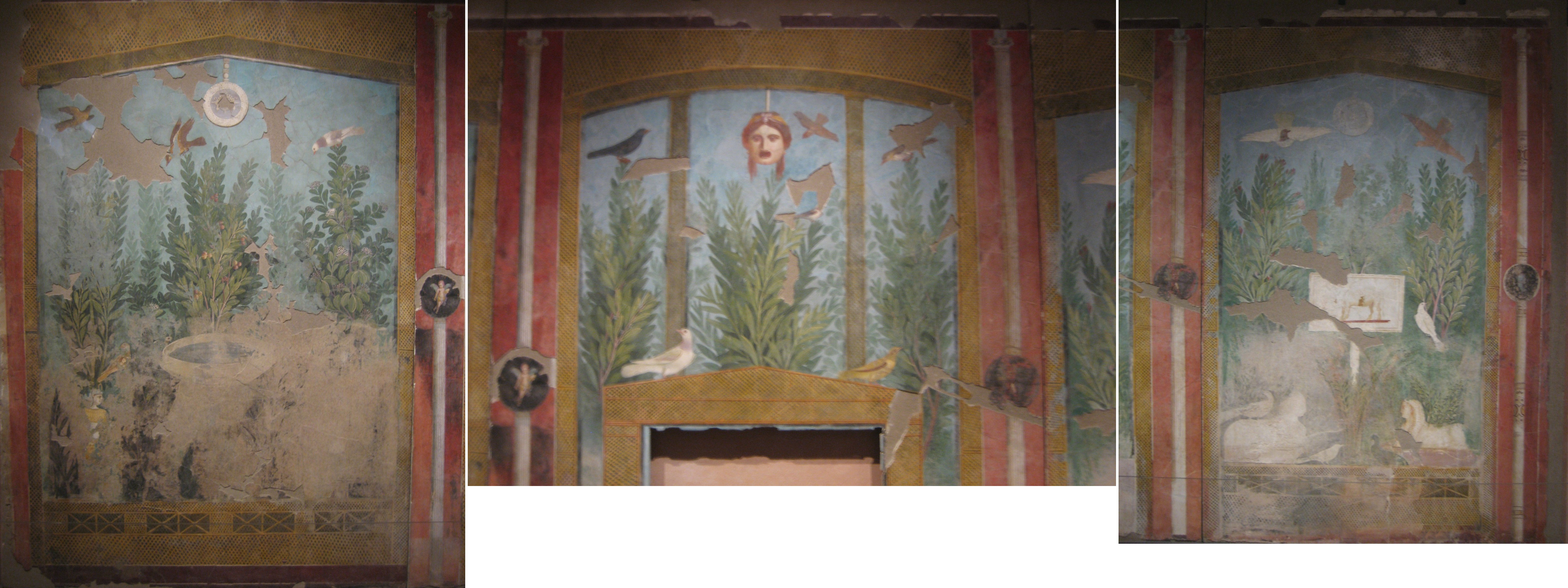
Фрески з садами Будинку золотого браслета.

## Будинок Фруктових Дерев

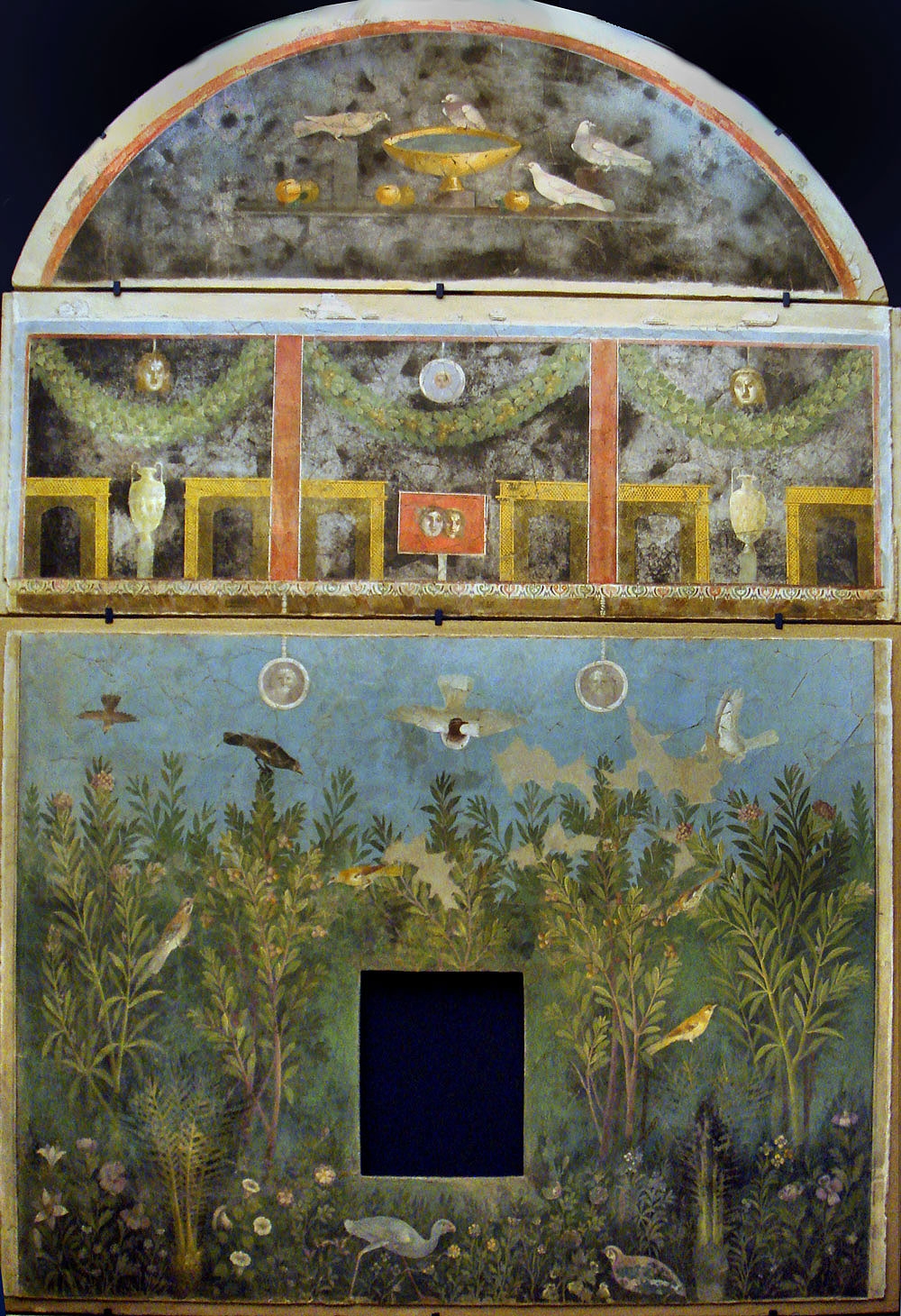
Фреска Будинку фруктових дерев.

Серед невеликих будинків, розкопаних в 20 ст., цікавість викликав так званий Будинок Фруктових Дерев. Садові мотиви — улюблена тема погано освітлених приміщень помпейських будинків. Саме вони переважали в цьому помешканні. На стінах двох спалень (кубікул, Cubiculum) знайшли зображення фруктових дерев (від них назва будинку)- вишні, сливи, інжиру, груші і лимонного дерева. Останнє було справжнім відкриттям, до цього вважали, що лимони в Помпеях не вирощували. Навколо інжиру літають птахи, а стовбуром повзе змія, що підбирається до гілок зі стиглими фруктами. Будинок фруктових дерев скромний, тому вважають, що він належав або садівнику, або палкому прихильнику садів.

## Різноманітність сюжетів

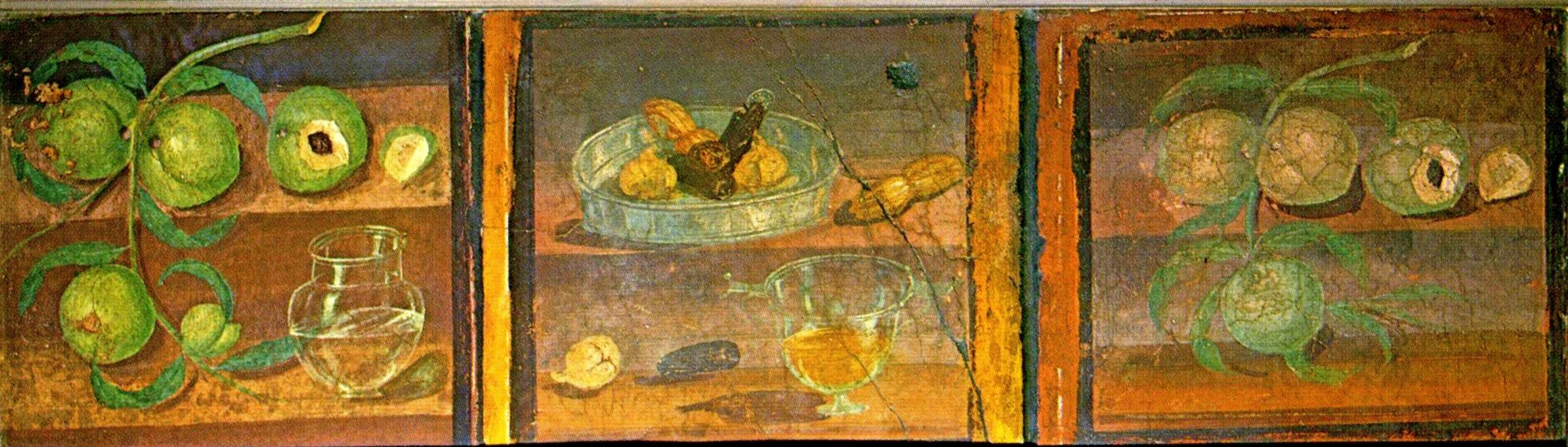
Фреска з Герукланума.

Значно розширився репертуар сюжетів. Митці змагаються в відтворенні міфологічних сцен, сцен з літературних творів чи життя богів і героїв. Частка сцен — копії з уславлених картин давньогрецьких художників, що значно підвищило їх наукову вартість для нащадків. Адже більшість оригіналів грецьких майстрів знищена і відома лише завдяки описам та римським копіям.

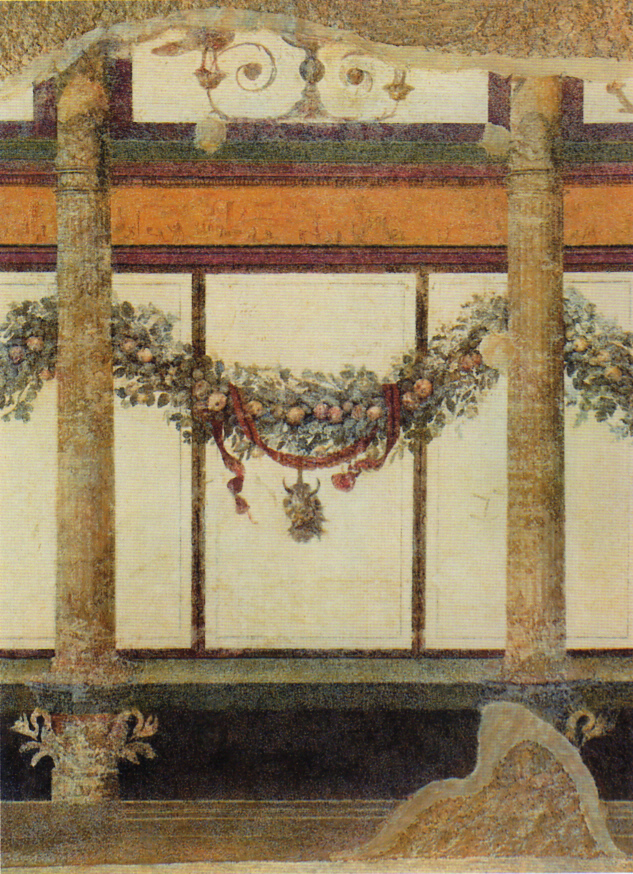
Колони, прикрашені гірляндами. Будинок Октавіана Августа
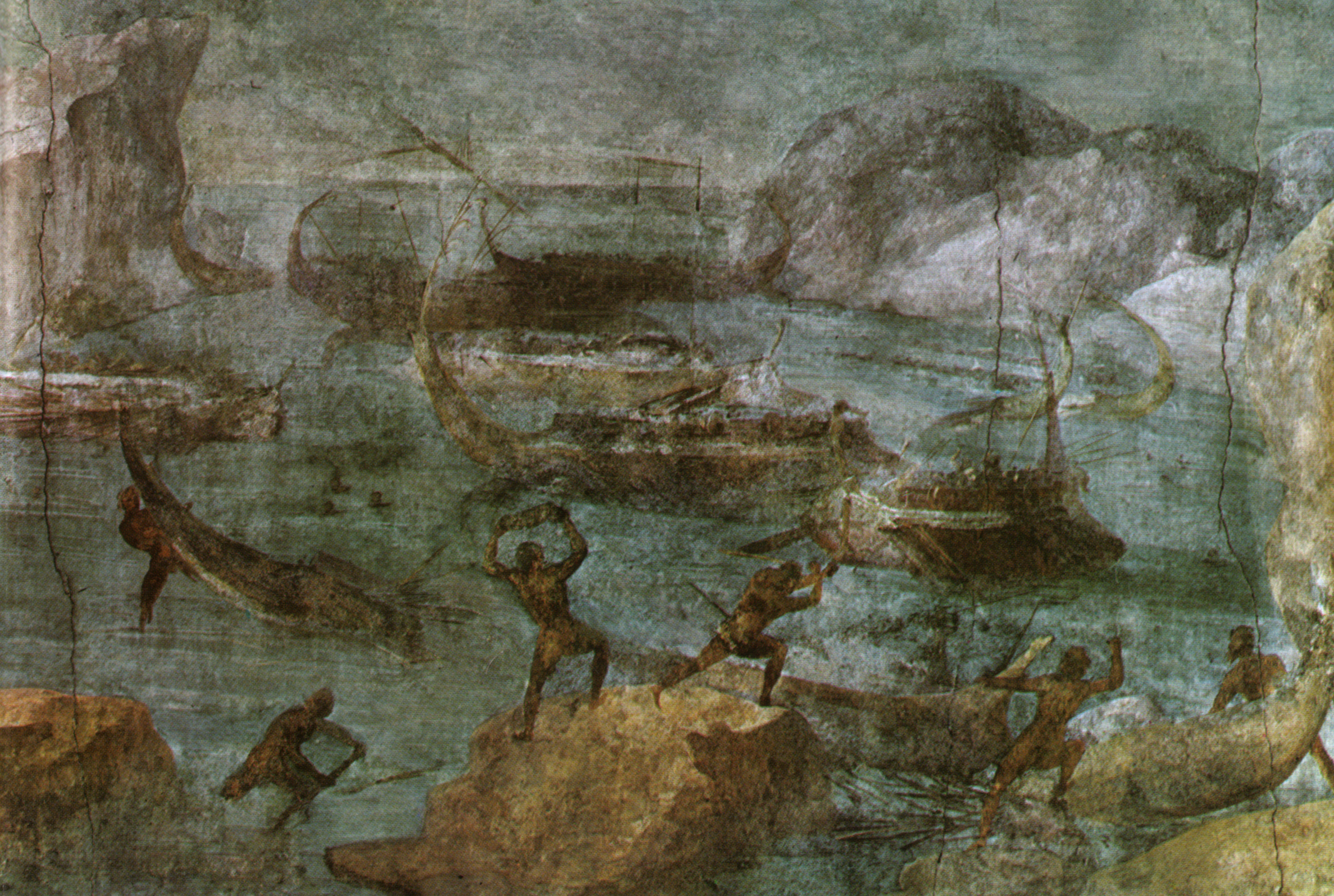
Напад Лестрігонів. Сцена з Одіссеї.Ватикан, Бібліотека.
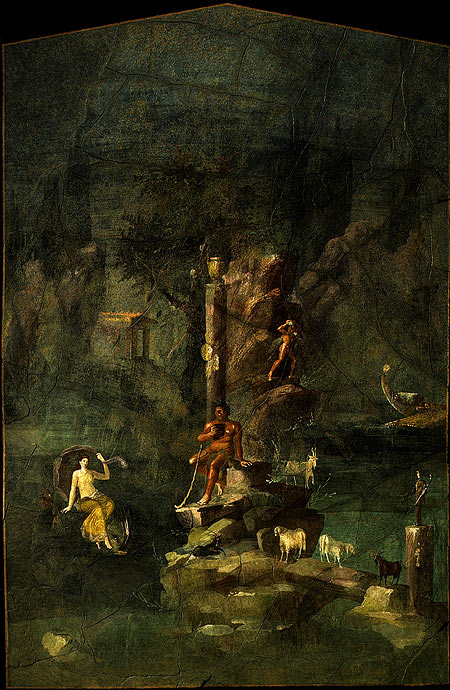
Циклоп Поліфем і німфа Галатея. Вілла в Боскореале.

## Фрески вілли в Боскореале

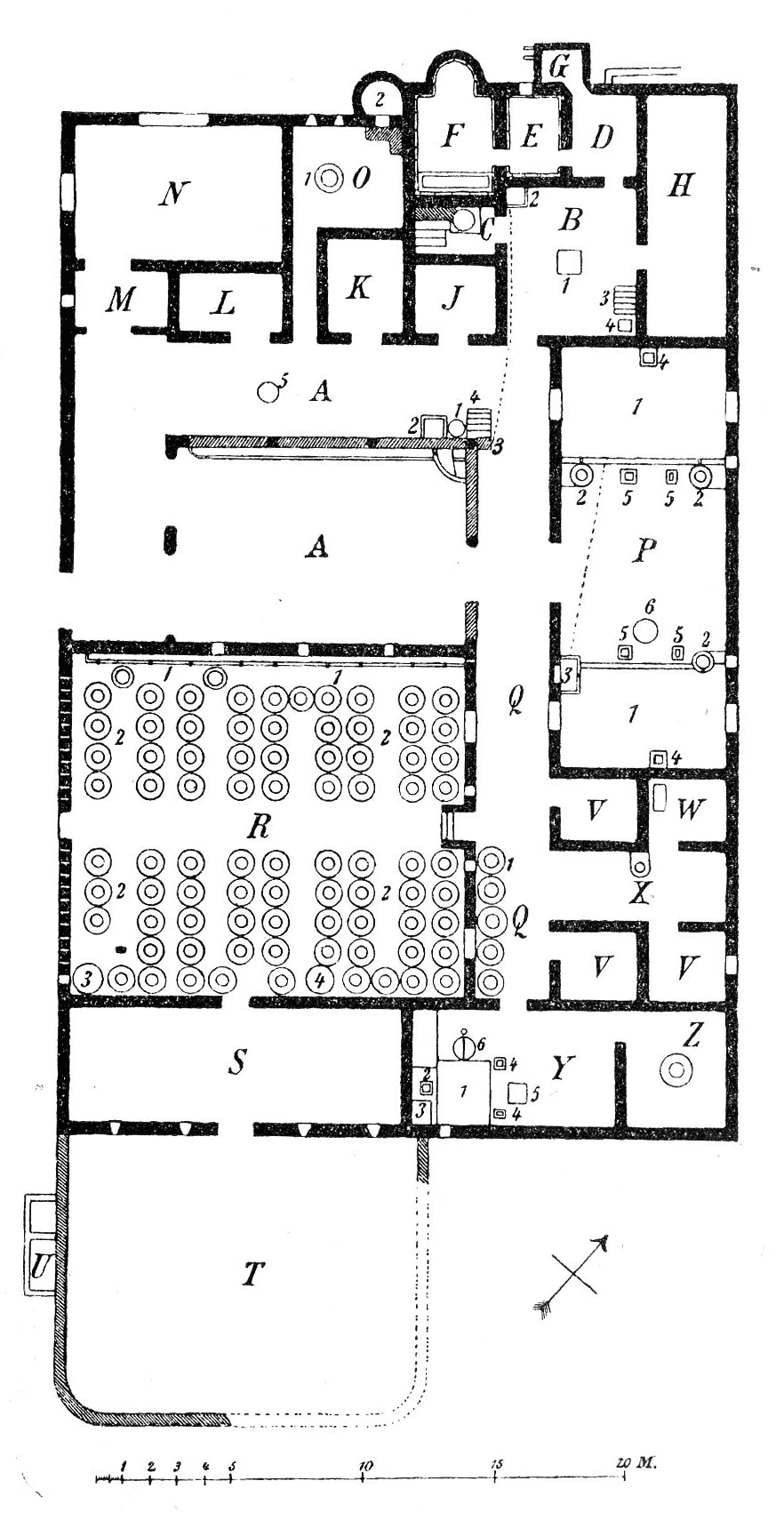
Вілла в Боскореале, план.

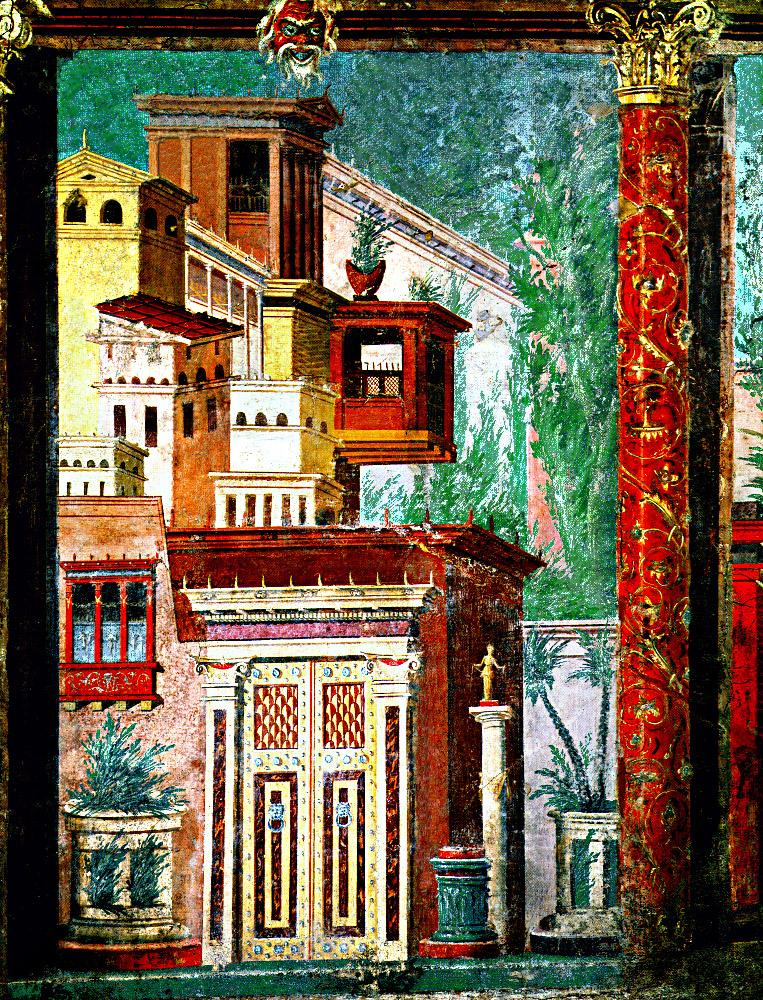
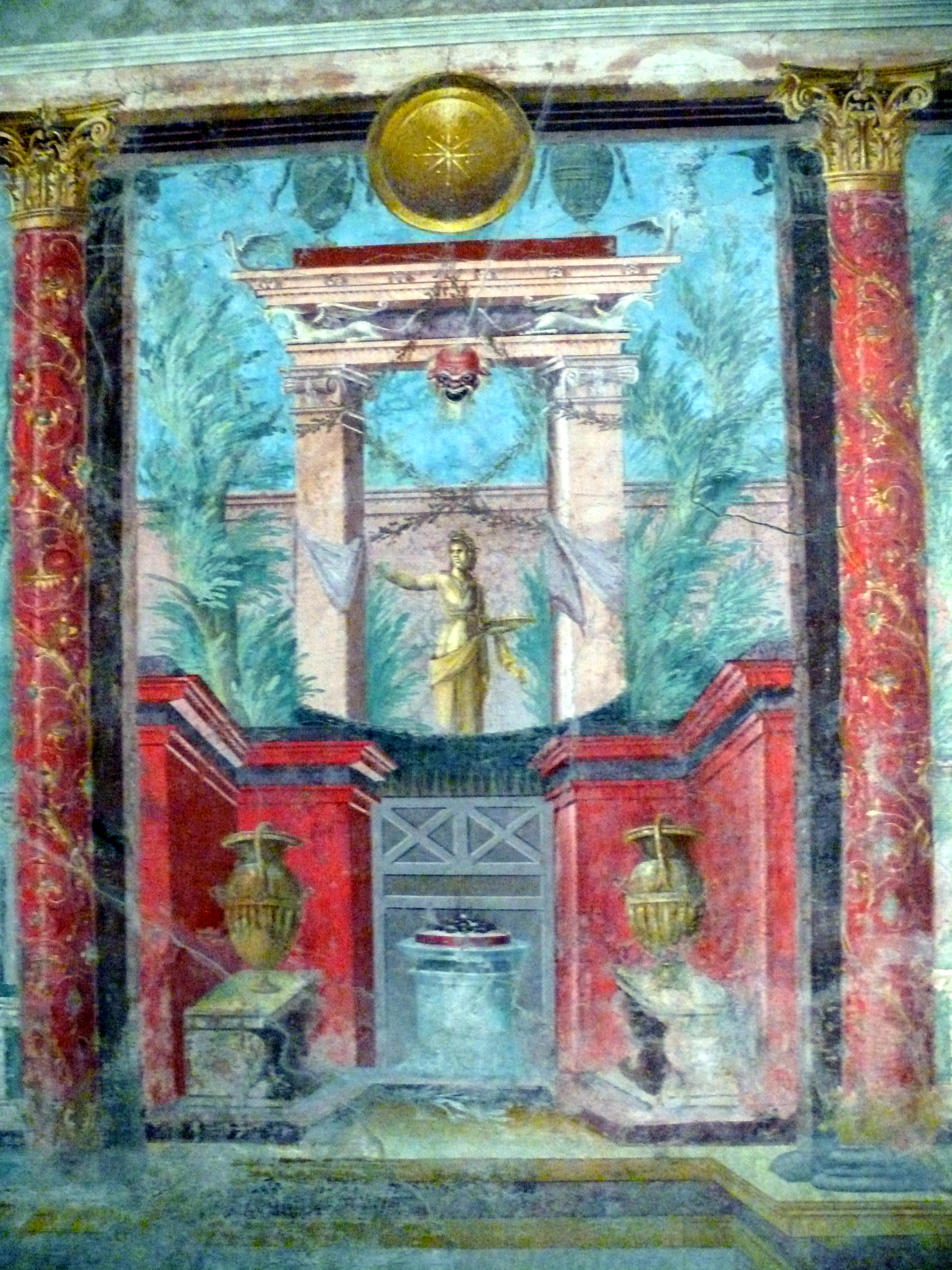
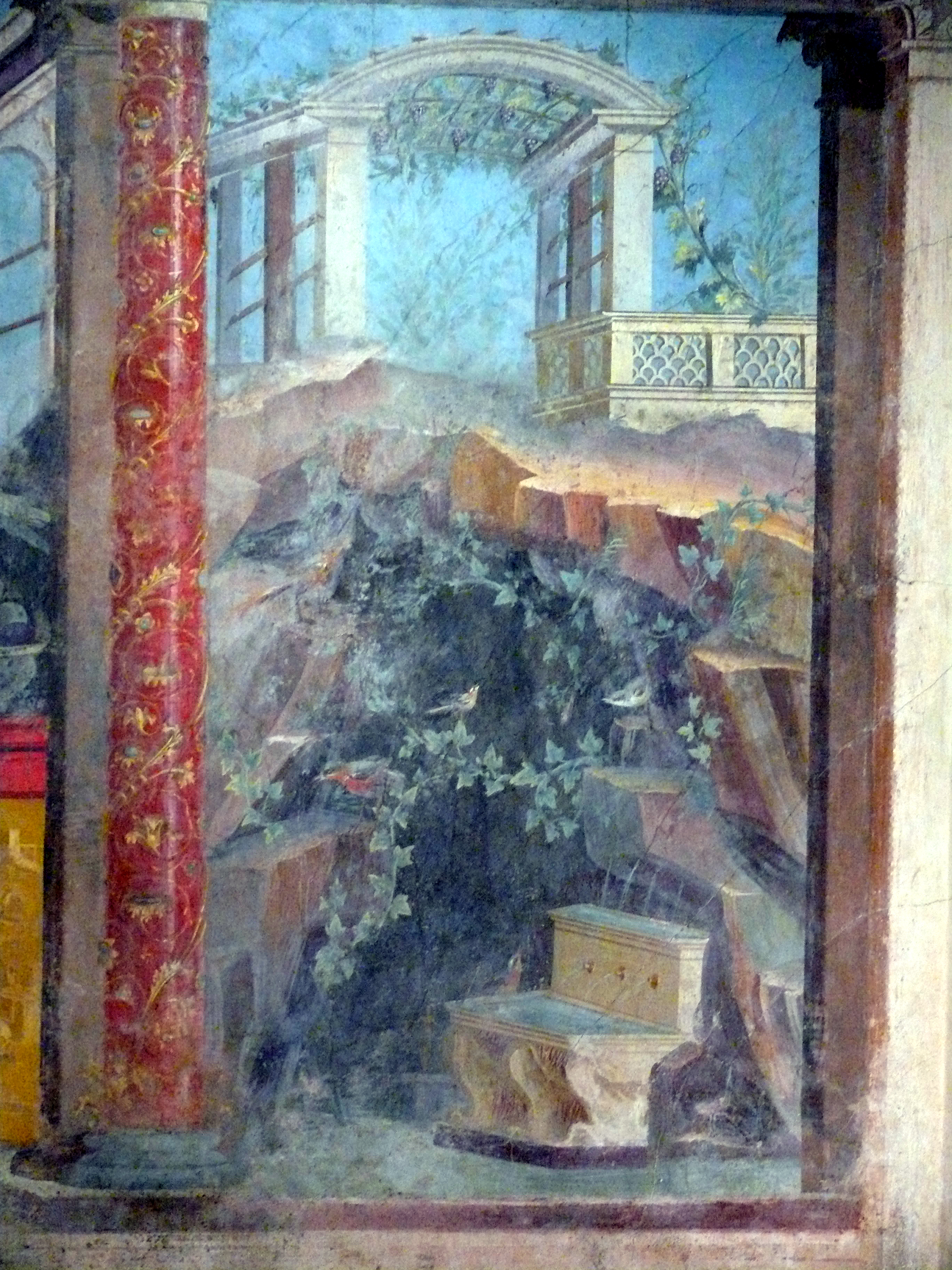
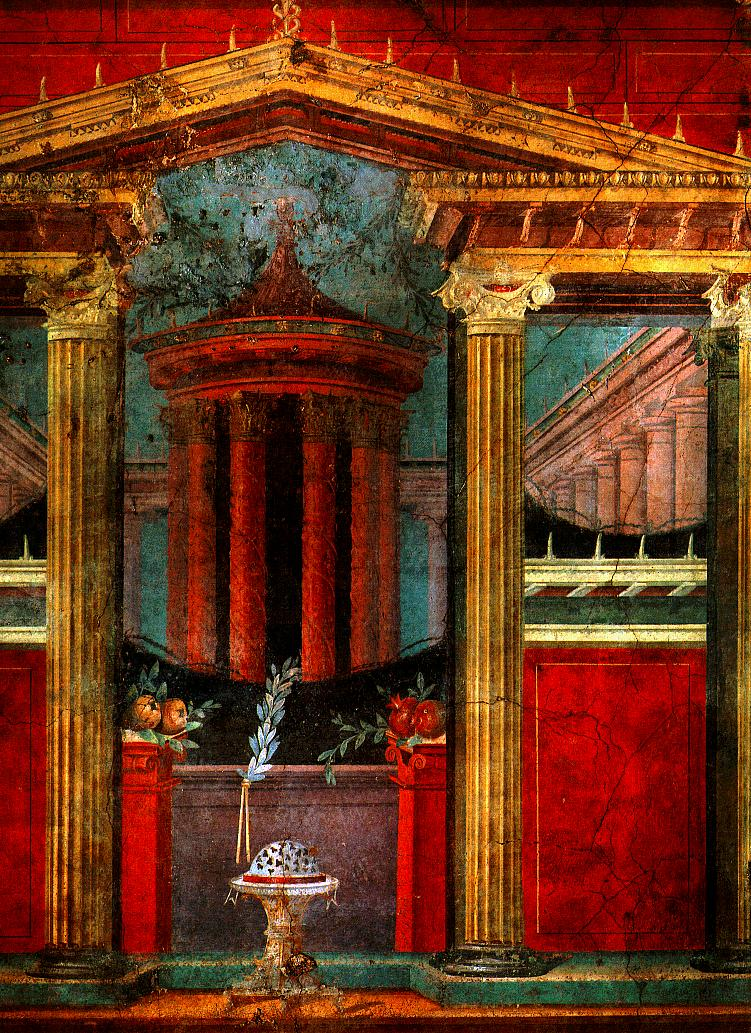

На відміну від побутових фермерських будинків вілла в Боскореале мала як господарські комори і прес для вина, так і лазні, кухні і парадні приміщення в північній частині, прикрашені фресками в Другому стилі з зображенням розкішних архітектурних споруд, натюрмортів тощо. За припущеннями, вілла мала три поверхи, верхній з яких обвалився під час землетрусу і виверження вулкана. Уламки і шар попелу «законсервували» архітектурну споруду і її скарби. Наукові дослідження вілли дивацьки поєднували обстеження і хижацьке використання знахідок. Все коштовне було знято зі стін, забрано з комор, продане закордон чи вивезене. Сільськогосподарська частина вілли покинута і не розкопана досі. За підрахунками, загальна кількість кімнат вілли досягає більше тридцяти.
Ансамбль фресок зберігся надзвичайно повно, незважаючи на руйнації вілли, котра теж постраждала під час виверження вулкана Везувій. Фрески обережно зняли зі стін і з 1903 року придбали для експозиції в Музеї мистецтва Метрополітен, США, частка — в музеї Лувру, в Королівському музеї Маріємонт, Бельгія. Мистецька вартість фресок в Боскореале не менша за вартість фресок Вілли Містерій, незважаючи на переважно архітектурні, а не на сюжетні мотиви.

## Вілла Поппея, Оплонтіс. Фрески другого стилю

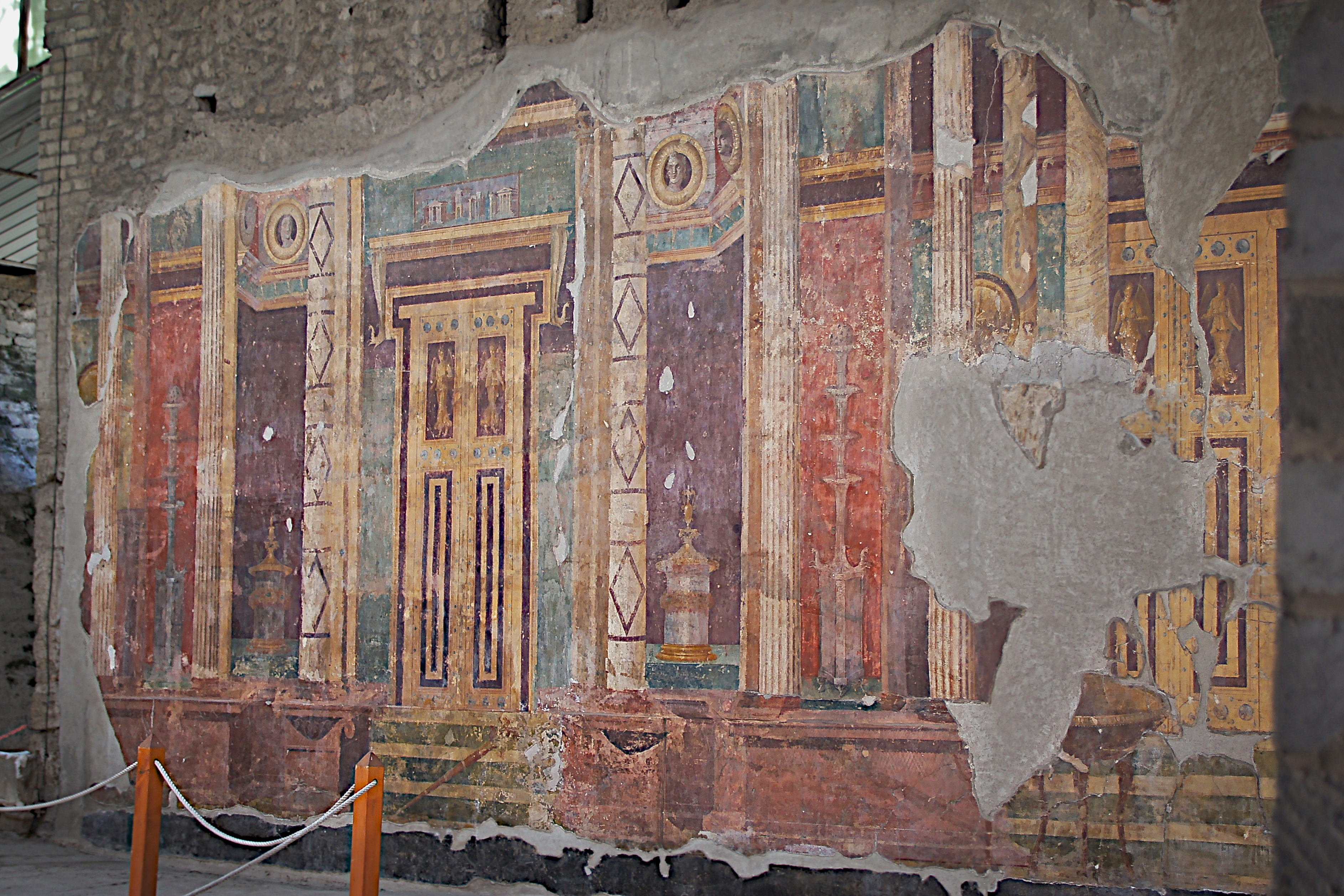
Рештки фресок вілли Поппея

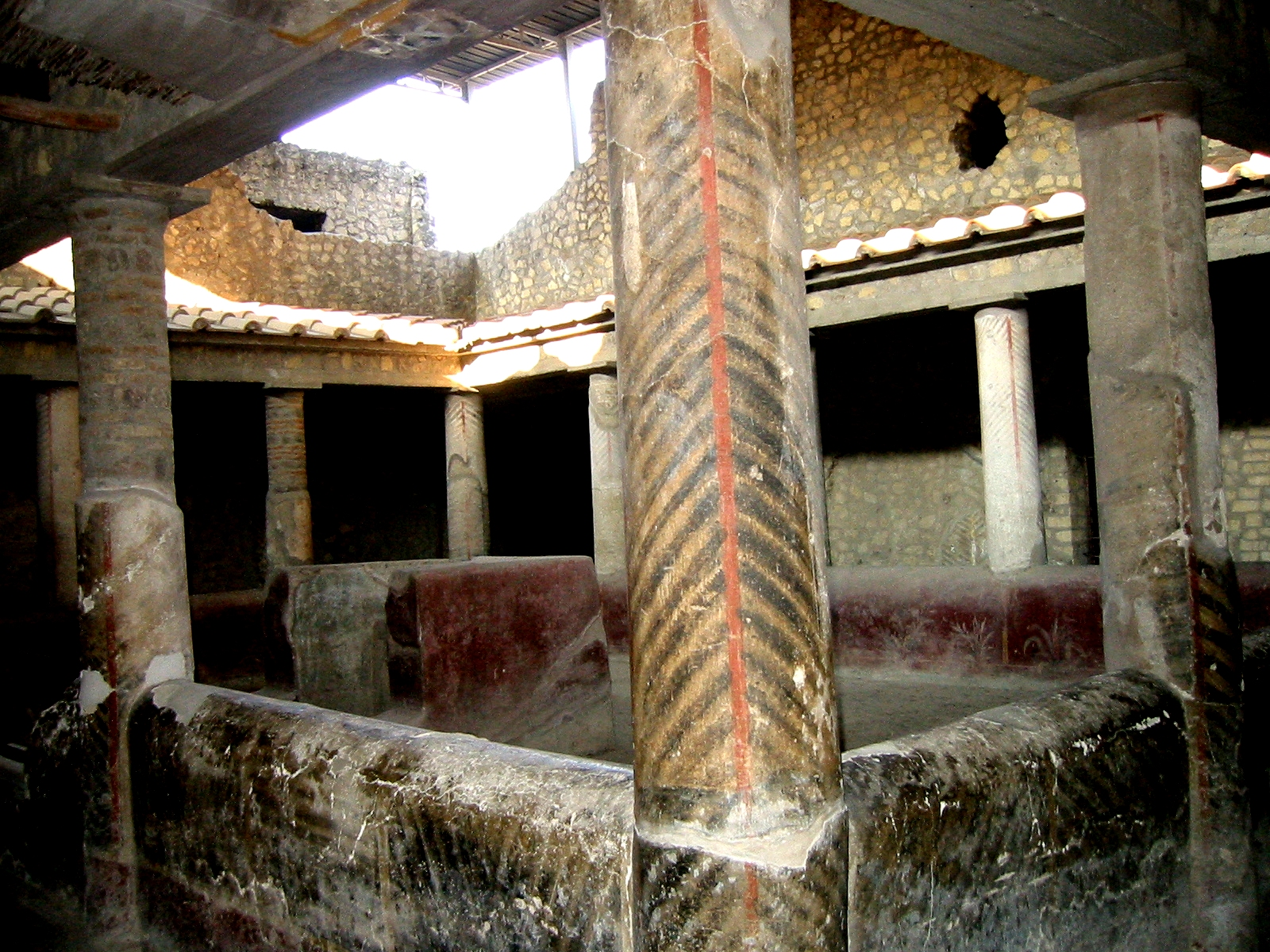
Перистиль вілли Поппея
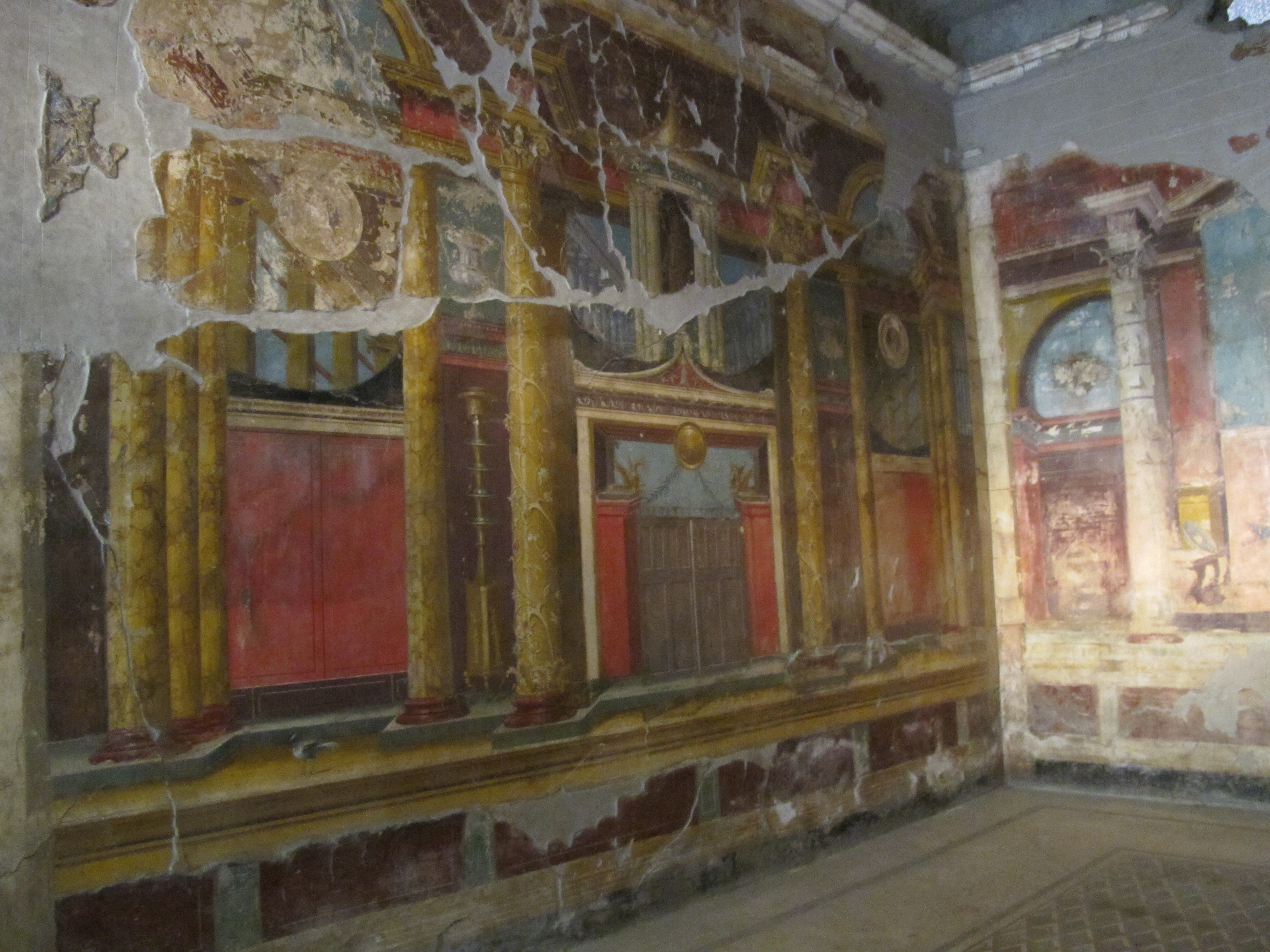
Залишки стінописів
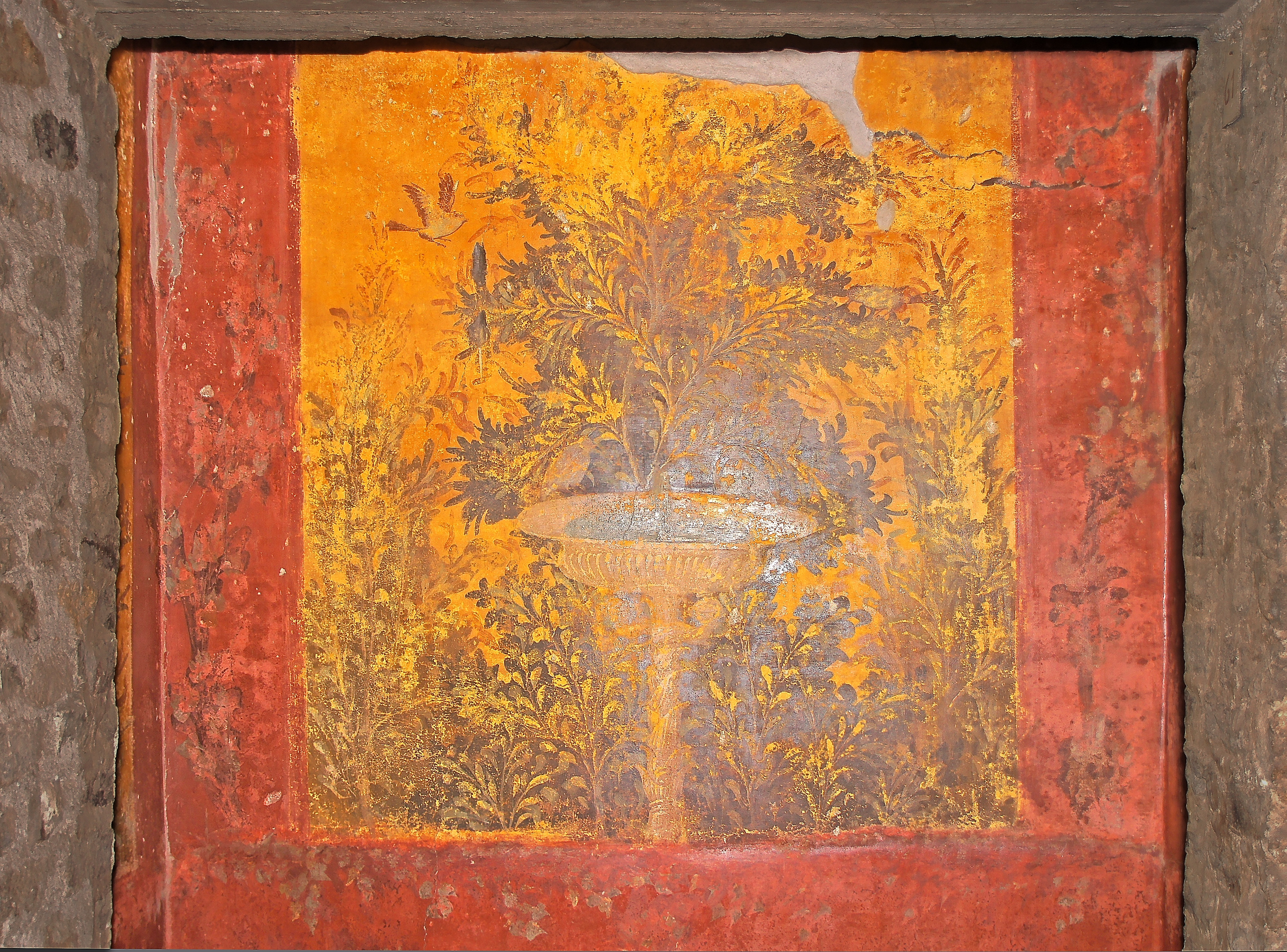
Фреска з фонтаном в саду
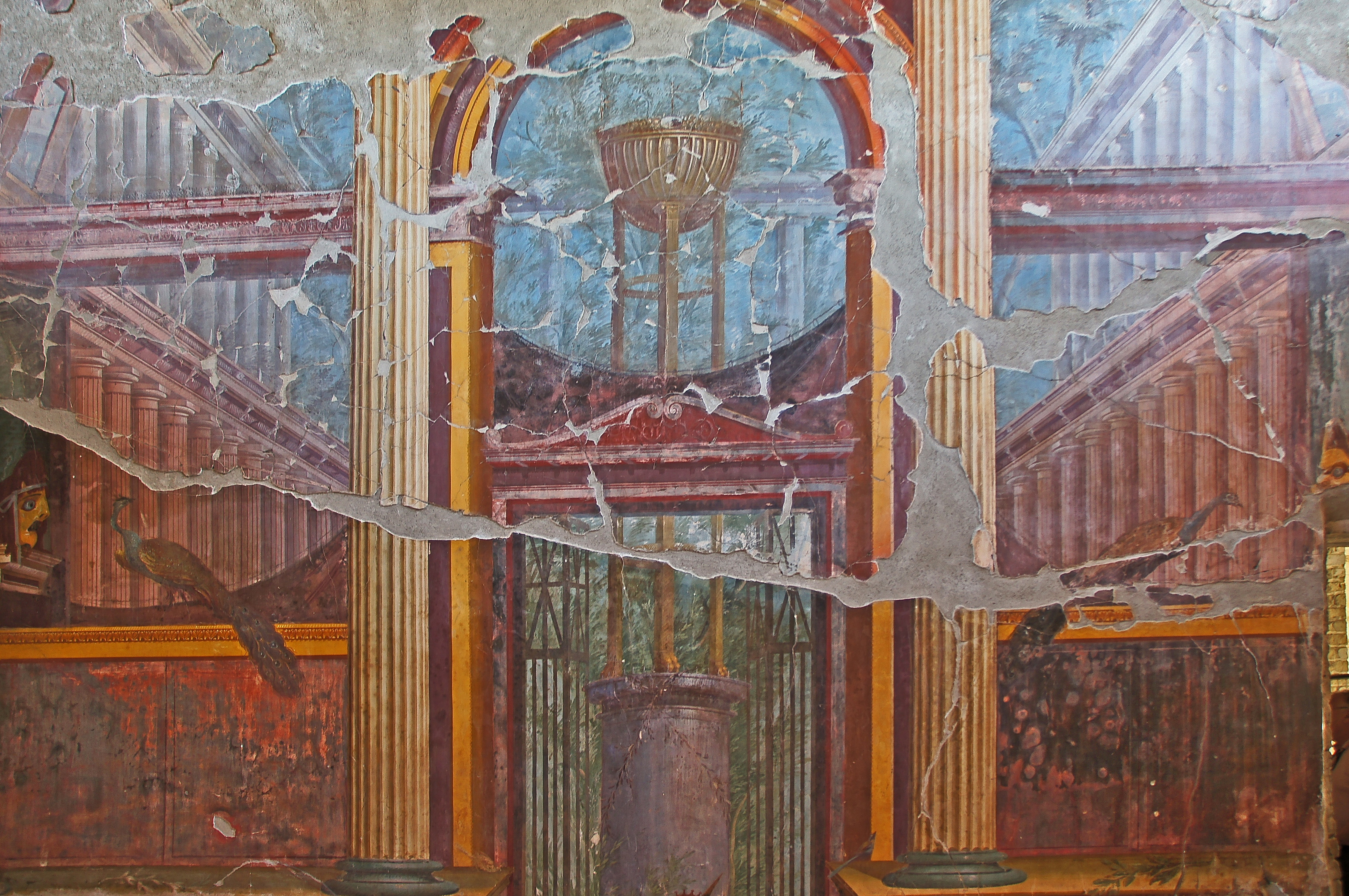
Загальний вигляд повної композиції з колонадами і павичами
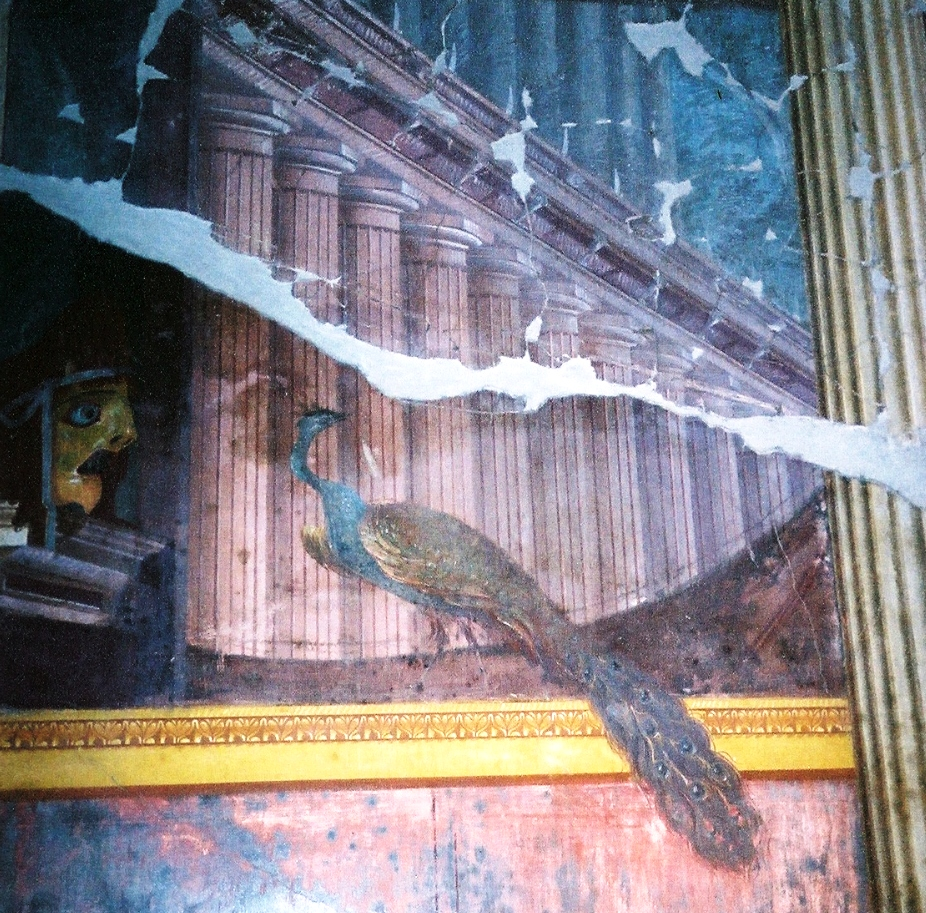
Колонада, театральна маска та павич